# Крона Богемії та Моравії

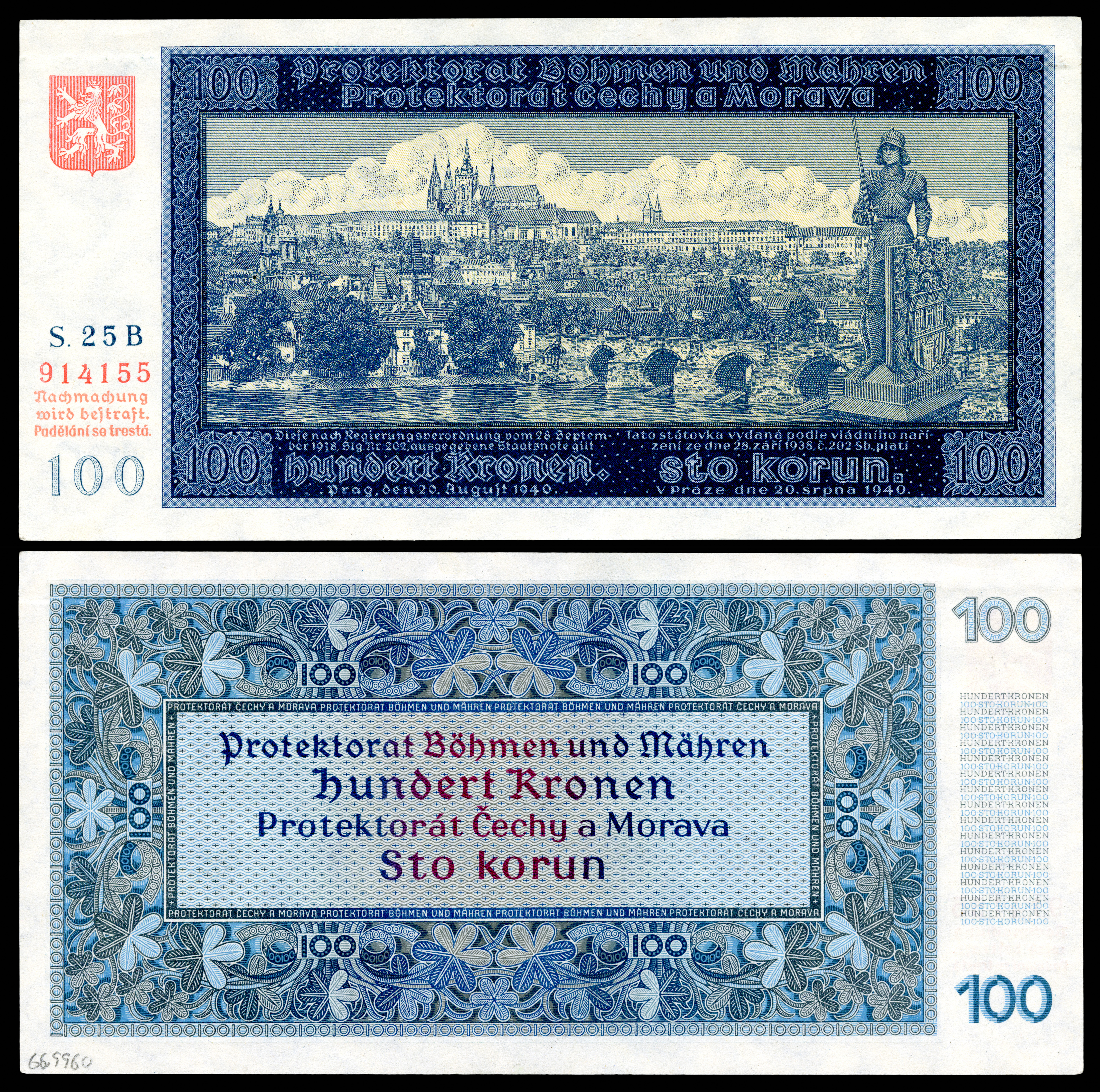
Гроші протекторату 100 Крон на лицьовій стороні з Празьким Градом і Карловим мостом

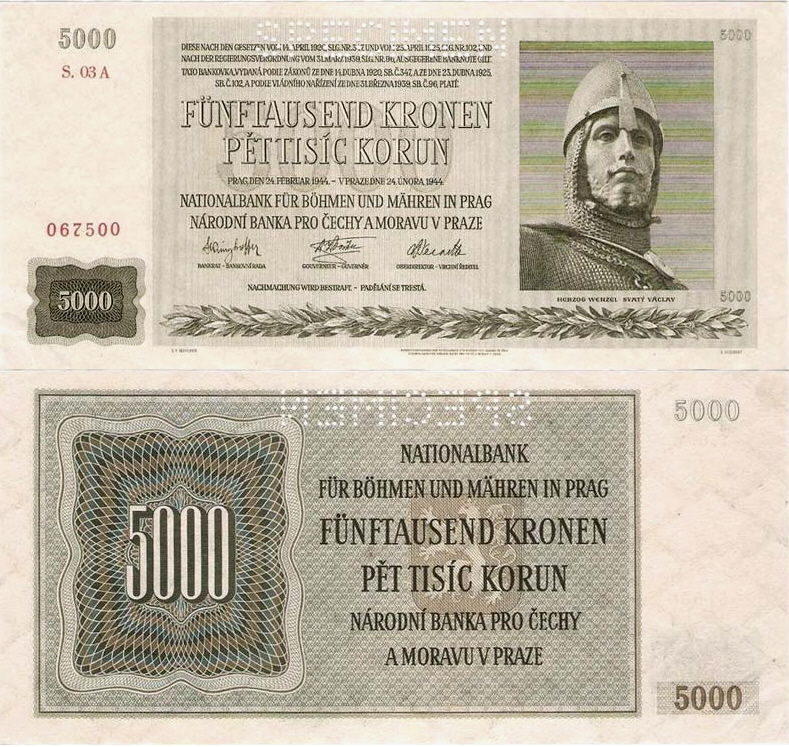
Банкнота протекторату 5 000 Крон на аверсі з святим Вацлавом

Крона протекторату Богемії та Моравії (скорочено K) — це грошова одиниця в 1939–1945 роках у Протектораті Богемії та Моравії, створеному в березні 1939 року після початку німецької окупації Богемії, Моравії та Сілезії. На словацькій території колишньої Чехословацької Республіки була проголошена незалежна словацька держава зі своєю валютою - словацькою кроною.
31 березня 1939 р. Чехословацький національний банк змінив свою назву на Національний банк Богемії та Моравії. Фактично він перебував у підлеглому становищі від Райхсбанку, уповноважена особа якого впливала на діяльність Національного банку. 1 жовтня 1940 року Протекторат став частиною митної території Рейху, тоді крона перестала існувати як окрема валюта. Втрата автономії у валютному секторі стала наслідком митного союзу.
Банкноти Чехословаччини залишалися в обігу до кінця 1944 року. Першими тимчасовими протекторатними грошима стали  в 1940 р. надруковані чехословацькі однокронні та п’ятикронні банкноти з чеською та німецькою надпечаткою протекторату Богемії та Моравії на аверсі ; однак багато їх надійшло в обіг і без надпечатки. У 1940 р. відбулася перероблення 10, 20 і 50 грошей і в 1941 році монети в 1 крону.  Їх карбування відбувалося на фабриці Vichr a spol. в Лисі над Лабем з технічного цинку.  Валюти протекторату 1, 5, 50 і 100 крон видавалися з 1940 року, 10 крон (з 1942), 20 крон (з 1944). Банкноти протекторату вартістю 500, 1 000 та 5 000 крон, які поступово доповнювали валюту з 1942 р., випускалися як банкноти Національного банку Богемії та Моравії. Грошові банкноти протекторату були двомовними, німецько-чеськими. 
Обмінний курс крони протектората був штучно встановлений щодо рейхсмарки, а саме 1 RM : 10 К.  Цей факт призвів до розкрадання богемської та моравської торгівлі, коли німецькі окупанти зі швидкістю за курсом, що не відповідав реальній вартості (це приблизно 1 : 6), купували товари, харчові продукти та алкоголь. З початком Другої світової війни була введена політика раціонування. Попри регулювання цін та офіційно встановлені споживчі ціни у Протектораті відбулася висока інфляція. У період з березня 1939 р. По квітень 1945 р. Ціни зросли на 62 % а гуртові ціни на 59 %